# Ceratina collusor
Ceratina collusor är en biart som beskrevs av Cockerell 1919. Ceratina collusor ingår i släktet märgbin, och familjen långtungebin. Inga underarter finns listade i Catalogue of Life.